# Gasteracantha
Gasteracantha Sundevall, 1833 è un genere di ragni appartenente alla famiglia Araneidae.

## Etimologia
Il nome deriva dal greco antico: γαστήρ?, gastèr ("ventre, stomaco") e ᾶκανθα, àcantha ("spina, processo spinale"), a causa della pluralità e varietà di spine di cui è bordato l'opistosoma.

## Distribuzione
Le 70 specie oggi note di questo genere sono state reperite in Oceania, Asia sudorientale, Asia meridionale, Asia orientale, Africa, isole europee e America settentrionale.

## Tassonomia

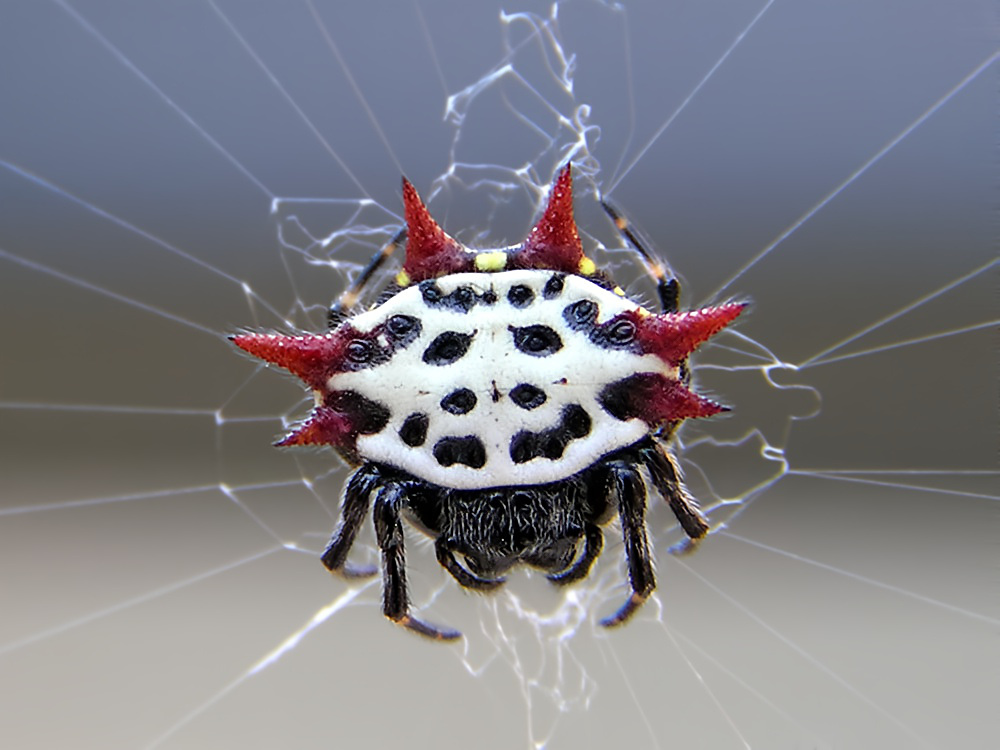
Gasteracantha cancriformis

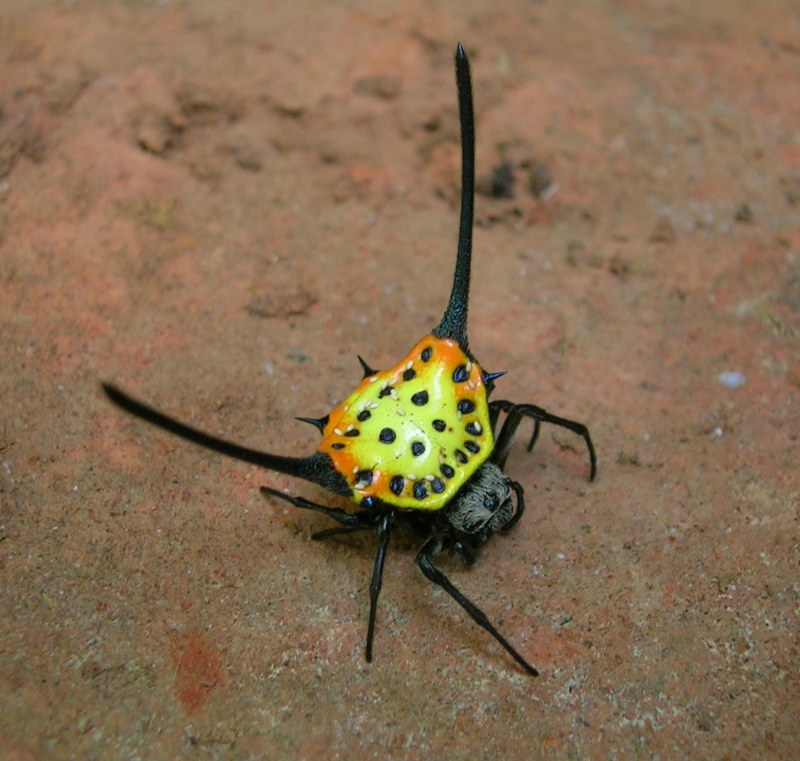
Gasteracantha dalyi

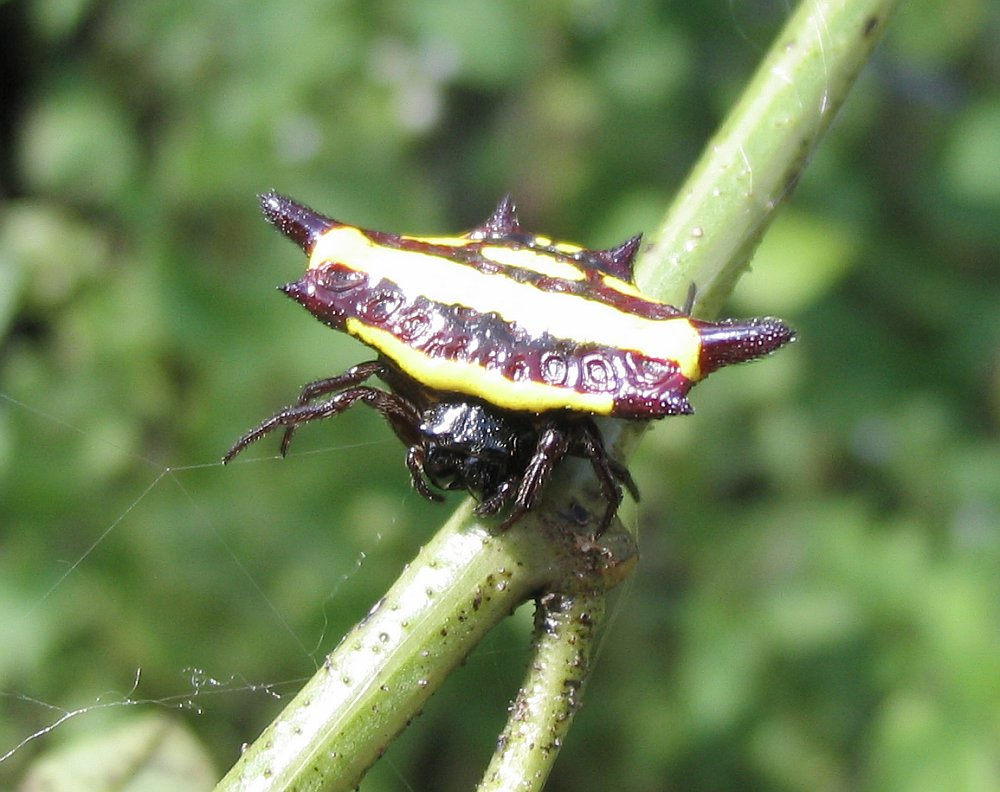
Gasteracantha fornicata

Questo genere non è sinonimo anteriore di Aetrocantha Karsch, 1879, Isoxya Simon, 1895, né di Acrosomoides, Simon, 1887, a seguito di un lavoro di Benoit (1962a).
Inoltre non è neanche sinonimo anteriore di Actinacantha, Simon, 1864, Macracantha, Simon, 1864, Augusta, O. P.-Cambridge, 1877, Thelacantha van Hasselt, 1882, Afracantha Dahl, 1914, Austracantha Dahl, 1914, Hypsacantha Dahl, 1914, né di Togacantha Dahl, 1914 a seguito di un lavoro dell'aracnologo Emerit del 1974, contra il precedente studio di Benoit (1962a).
È invece ritenuto sinonimo anteriore di Paurotylus Tullgren, 1910 (genere trasferito qui dalla famiglia Theridiidae da un lavoro di Levi & Levi del 1962), a seguito di uno studio di Emerit (1982c) contra un precedente lavoro di Benoit (1964a), nel quale questo genere viene considerato sinonimo posteriore di Aetrocantha Karsch, 1879.
Infine, è ritenuto anche sinonimo anteriore di Bunocrania Thorell, 1878, a seguito di un lavoro di Levi (1996b).
Dal 2013 non sono stati esaminati esemplari di questo genere.
A maggio 2014, si compone di 70 specie e 31 sottospecie:
1. Gasteracantha aciculata (Pocock, 1899) — Nuova Britannia (Arcipelago di Bismarck)
2. Gasteracantha acutispina Dahl, 1914 — Celebes
3. Gasteracantha audouini Guérin, 1838 — Sumatra, Timor, Isola Ambon (Molucche), Filippine
4. Gasteracantha aureola Mi & Peng, 2013 — Cina
5. Gasteracantha beccarii Thorell, 1877 — Celebes
6. Gasteracantha biloba (Thorell, 1878) — Molucche, Isola Ambon (Molucche)
7. Gasteracantha cancriformis (Linnaeus, 1758)[2] — Nuovo Mondo
  - Gasteracantha cancriformis gertschi Archer, 1941 — USA
8. Gasteracantha clarki Emerit, 1974 — Seychelles
9. Gasteracantha clavatrix (Walckenaer, 1842) — Lombok (Piccole Isole della Sonda), Celebes, Isole Mentawai
10. Gasteracantha clavigera Giebel, 1863 — Thailandia, Filippine, Celebes
11. Gasteracantha crucigera Bradley, 1877 — Nuova Guinea
12. Gasteracantha curvispina (Guérin, 1837) — Africa centrale e occidentale, Isola di Bioko (Golfo di Guinea)
13. Gasteracantha curvistyla Dahl, 1914 — Isole Togian, nei pressi di Celebes
14. Gasteracantha cuspidata C. L. Koch, 1837 — Malesia, Isole Nicobare, Giava
15. Gasteracantha dalyi Pocock, 1900 — India, Pakistan
16. Gasteracantha diadesmia Thorell, 1887 — dall'India alle Filippine
17. Gasteracantha diardi (Lucas, 1835) — Cina, Thailandia, Malesia, Isole della Sonda
18. Gasteracantha doriae Simon, 1877 — Singapore, Sumatra, Borneo
19. Gasteracantha falcicornis Butler, 1873 — Africa
20. Gasteracantha fasciata Guérin, 1838 — Nuova Guinea, Guam
21. Gasteracantha flava Nicolet, 1849 — Cile
22. Gasteracantha fornicata (Fabricius, 1775) — Queensland (Australia)
23. Gasteracantha frontata Blackwall, 1864 — India, Birmania, Thailandia, Flores (Indonesia), Borneo
24. Gasteracantha gambeyi Simon, 1877 — Nuova Caledonia
25. Gasteracantha geminata (Fabricius, 1798) — India, Sri Lanka
26. Gasteracantha hasselti C. L. Koch, 1837 — India, dalla Cina alle Molucche
27. Gasteracantha hecata (Walckenaer, 1842) — Filippine
28. Gasteracantha interrupta Dahl, 1914 — Lombok (Piccole Isole della Sonda), Celebes
29. Gasteracantha irradiata (Walckenaer, 1842) — dalla Thailandia alle Filippine, Celebes
30. Gasteracantha janopol Barrion & Litsinger, 1995 — Filippine
31. Gasteracantha kuhli C. L. Koch, 1837 — dall'India al Giappone, Filippine
32. Gasteracantha lepelletieri (Guérin, 1825) — da Sumatra alle Filippine, Nuova Guinea
33. Gasteracantha lunata Guérin, 1838 — Timor, Molucche, Nuova Caledonia
34. Gasteracantha martensi Dahl, 1914 — Sumatra
35. Gasteracantha mediofusca (Doleschall, 1859) — Giava, Nuova Guinea
36. Gasteracantha mengei Keyserling, 1864 — Malesia, Sumatra, Borneo
37. Gasteracantha metallica (Pocock, 1898) — Isole Salomone
38. Gasteracantha milvoides Butler, 1873 — Africa centrale, orientale e meridionale
39. Gasteracantha notata Kulczyński, 1910 — Nuova Britannia (Arcipelago di Bismarck)
40. Gasteracantha panisicca Butler, 1873 — dalla Birmania alle Filippine, Giava
41. Gasteracantha parangdiadesmia Barrion & Litsinger, 1995 — Filippine
42. Gasteracantha pentagona (Walckenaer, 1842) — Nuova Irlanda (Papua Nuova Guinea), Nuova Britannia (Arcipelago di Bismarck)
  - Gasteracantha pentagona anirica Strand, 1915 — Arcipelago delle Bismarck
43. Gasteracantha picta (Thorell, 1892) — Singapore
44. Gasteracantha quadrispinosa O. P.-Cambridge, 1879 — Nuova Guinea, Queensland (Australia)
45. Gasteracantha recurva Simon, 1877 — Filippine
46. Gasteracantha regalis Butler, 1873 — Nuove Ebridi
47. Gasteracantha remifera Butler, 1873 — India, Sri Lanka
48. Gasteracantha rhomboidea Guérin, 1838 — Mauritius
  - Gasteracantha rhomboidea comorensis Strand, 1917 — Isole Comore
  - Gasteracantha rhomboidea madagascariensis Vinson, 1863 — Madagascar
49. Gasteracantha rubrospinis Guérin, 1838 — Lombok (Piccole Isole della Sonda), Celebes, Molucche, Nuova Caledonia, Guam
50. Gasteracantha rufithorax Simon, 1881 — Madagascar
51. Gasteracantha sacerdotalis L. Koch, 1872 — Nuova Guinea, Queensland (Australia), Nuova Caledonia
52. Gasteracantha sanguinea Dahl, 1914 — Filippine
53. Gasteracantha sanguinolenta C. L. Koch, 1844 — Africa, São Tomé, Yemen, Socotra
  - Gasteracantha sanguinolenta andrefanae Emerit, 1974 — Madagascar
  - Gasteracantha sanguinolenta bigoti Emerit, 1974 — Madagascar
  - Gasteracantha sanguinolenta emeriti Roberts, 1983 — Aldabra (Oceano Indiano)
  - Gasteracantha sanguinolenta insulicola Emerit, 1974 — Isole Seychelles
  - Gasteracantha sanguinolenta legendrei Emerit, 1974 — Isole europee
  - Gasteracantha sanguinolenta mangrovae Emerit, 1974 — Madagascar
  - Gasteracantha sanguinolenta rueppelli (Strand, 1916) — Egitto
54. Gasteracantha sapperi Dahl, 1914 — Nuova Guinea
55. Gasteracantha sauteri Dahl, 1914 — Cina, Taiwan
56. Gasteracantha scintillans Butler, 1873 — Isole Salomone
57. Gasteracantha signifera Pocock, 1898 — Isole Salomone
  - Gasteracantha signifera bistrigella Strand, 1915 — Arcipelago delle Bismarck
  - Gasteracantha signifera heterospina Strand, 1915 — Arcipelago delle Bismarck
  - Gasteracantha signifera pustulinota Strand, 1915 — Arcipelago delle Bismarck
58. Gasteracantha simoni O. P.-Cambridge, 1879 — Africa centrale
59. Gasteracantha sororna Butler, 1873 — India
60. Gasteracantha sturi (Doleschall, 1857) — Sumatra, Giava, Molucche
61. Gasteracantha subaequispina Dahl, 1914 — Borneo, Nuova Guinea
62. Gasteracantha taeniata (Walckenaer, 1842) — dall'India alla Polinesia
  - Gasteracantha taeniata analispina Strand, 1911 — Nuova Guinea
  - Gasteracantha taeniata anirensis Strand, 1911 — Nuova Irlanda (Papua Nuova Guinea)
  - Gasteracantha taeniata bawensis Strand, 1915 — Nuova Guinea
  - Gasteracantha taeniata jamurensis Strand, 1915 — Nuova Guinea
  - Gasteracantha taeniata lugubris Simon, 1898 — Isole Salomone
  - Gasteracantha taeniata maculella Strand, 1911 — Isole Aru (Molucche)
  - Gasteracantha taeniata novahannoveriana Dahl, 1914 — Arcipelago delle Bismarck
  - Gasteracantha taeniata obsoletopicta Strand, 1915 — Indonesia
  - Gasteracantha taeniata oinokensis Strand, 1915 — Nuova Guinea
  - Gasteracantha taeniata sentanensis Strand, 1915 — Nuova Guinea
  - Gasteracantha taeniata trivittinota Strand, 1911 — Nuova Irlanda (Papua Nuova Guinea)
  - Gasteracantha taeniata univittinota Strand, 1911 — Nuova Irlanda (Papua Nuova Guinea)
63. Gasteracantha theisi Guérin, 1838 — Nuova Guinea, Molucche
  - Gasteracantha theisii antemaculata Strand, 1911 — Isole Aru (Molucche)
  - Gasteracantha theisii keyana Strand, 1911 — Isole Kei (Molucche)
  - Gasteracantha theisii quadrisignatella Strand, 1911 — Indonesia
64. Gasteracantha thomasinsulae Archer, 1951 — São Tomé
65. Gasteracantha thorelli Keyserling, 1864 — Madagascar
66. Gasteracantha tondanae Pocock, 1897 — Celebes
67. Gasteracantha transversa C. L. Koch, 1837 — Sumatra, Giava
68. Gasteracantha unguifera Simon, 1889 — India
69. Gasteracantha versicolor (Walckenaer, 1842) — Africa centrale, orientale e meridionale
  - Gasteracantha versicolor avaratrae Emerit, 1974 — Madagascar
  - Gasteracantha versicolor formosa Vinson, 1863 — Madagascar
70. Gasteracantha westringi Keyserling, 1864 — Australia, Isole dell'Ammiragliato, Nuova Caledonia